# Melbourne shuffle
Pour les articles homonymes, voir Shuffle.

Le shuffle.

Le running man en Melbourne shuffle.

Le Melbourne shuffle (ou MelbShuffle en raccourci[réf. nécessaire]) est une danse née à la fin des années 1980 en Australie, plus précisément dans la scène underground de Melbourne, la deuxième plus grosse ville australienne. Les mouvements de base dans cette danse incluent une action de talon-et-orteil rapide mais quelques variantes incorporent des mouvements de bras. Pour ce qui est du style musical, le Melbourne shuffle a une prédilection pour les musiques électroniques les plus véloces. La danse était pratiquée avec des variantes spontanément à Québec en 1987[réf. nécessaire].

## Histoire
Le Melbourne shuffle est une des différentes danses qui sont apparues pendant l'apogée de l'acid house autour des années 1990. Bien que l'origine précise du style soit inconnue, il se caractérise par de fortes ressemblances avec les styles de danse de jazz précédents.

### Années 1980 et 1990
Le Melbourne shuffle commence à apparaître comme une danse distincte, incorporant plus de mouvements de bras que les styles précédents. La première vidéo montrant que le style existe vient d'une nuit le 31 août 1991 au Sarah Sands Hotels de Melbourne. La techno a été progressivement remplacée par la musique trance et l'acid house[réf. nécessaire]. Un certain nombre de vidéos documentant le style pendant cette décennie expliquent comment le style a suscité un engouement grandissant. Cette danse se caractérise par de nombreuses variations mais le mouvement talon-orteil est resté le principal mouvement clef, donnant le terme « Melbourne shuffle ».

### Depuis les années 2000
En 2006, avec l'apparition de YouTube, les danseurs contribuent internationalement au shuffle via Internet, postant (affichant) leurs versions propres et apprenant des autres. En 2007, des milliers d'Australiens produisent un phénomène de mode comparable[réf. nécessaire] à la tecktonik (ou danse électro - vertigo) en France. Ayant un esprit différent de la culture des anciens Melbourne shufflers, la plupart des participants de ce phénomène sont âgés de 12 à 17 ans[réf. nécessaire]. Ils créent des « teams » (équipes), ils se « combattent » et font des battles de danse, à l'inverse de ce qu'était la culture du Melbourne shuffle, dont le vrai esprit est de s'exprimer en dansant, de s'amuser à travers la musique, et de danser comme chacun le souhaite. Un mot unit (ou unissait) les vrais shufflers ainsi que les ravers : PLUR, qui signifie peace, love, unity, respect. Ce mot vient aussi de la rave, tout comme le Melbourne shuffle. Ces adolescents font évoluer le style de la danse, la musique de prédilection du shuffle devient le hardstyle, un style de musique très répandu aux Pays-Bas, en Belgique, au nord de la France[réf. nécessaire] et en Espagne. Cependant, il reste beaucoup de Melbourne shuffle oldschool à l'heure actuelle, qui ne dansent que dans les clubs, soirées, ou même aux festivals dédiés à la techno, mais aussi sur les réseaux sociaux tels que TikTok ou Instagram.

## Caractéristiques
Connu sous le terme de « shuffling » pour les habitants de Melbourne, le nom « Melbourne shuffle » a été tiré des DJ's étrangers, de ceux qui allaient aux fêtes/rave, des visiteurs et médias essayant de décrire ce phénomène. Le journal australien The Age l'a mentionné comme ressemblant à « un croisement entre la danse de poulet et le pied tapant du robot », mais les gens de Melbourne l'ont simplement appelé « shuffle » depuis 1992. Quelques danseurs aspergent de la poudre de talc sur le plancher au-dessous de leurs pieds pour les aider à glisser plus facilement, certains incluant des spins (toupies) en tournant à 360° ou des sauts dans leurs mouvements. Beaucoup de personnes utilisent des « phat pants (en) » pour le Melbourne Shuffle, car ils cachent le mouvement réel des pieds, faisant apparaître la danse plus fluide. Les « phat pants » sont des pantalons larges, pattes d'éléphants, qui servent aux shufflers et aux ravers à emporter des bouteilles d'eau dans leurs poches très large, ainsi qu'à aérer les jambes car après de longues heures de danse en rave, la sueur sur les mollets démange et est très désagréable. « Chacun a son phat unique, reflétant sa personnalité », avec des couleurs, dessins, le plus souvent réagissant à la lumière (matière réfléchissante). Certains shufflers utilisent aussi la liquid, un dérivé du popping, pour se reposer, et « sentir la musique ».

## Musique
La musique sur laquelle les premiers shufflers dansaient à la fin des années 1980 était la house et l'acid house. Au début des années 1990, quand la musique trance est devenue populaire, le style de danse a changé en un « glissé » ou « slide ». Il est retourné vers le style précédent quand la house minimale est apparue. En 2007, les musiques que les shufflers écoutent typiquement sont la hard trance, le hardstyle, la hard house, la hard dance et l'electro. Bien que le style de danse du shuffle puisse être exécuté sur n'importe quel genre de musique, il y a une préférence pour les musiques ayant des tempos de 130-150 BPM, même si en définitive la musique dépend des goûts du shuffler.

## Médias
Le Melbourne shuffle est resté relativement underground depuis sa naissance à la fin des années 1980 et au début des années 1990[réf. nécessaire]. Le terme « Melbourne Shuffle » a été enregistré dans les médias lorsque Rupert Keiller du groupe musical Sonic Animation a été interviewé lors d'une émission télévisée musicale australienne. Le rédacteur demande à Rupert ce que son style unique de danse était, et sa réponse fut le « Melbourne shuffle ». En décembre 2002 The Age, un journal australien, a mentionné le terme dans un article en première page, essayant d'illustrer ce que le Melbourne shuffle était.
En 2004, Six Flags lance une campagne publicitaire avec Mr. Six, un vieillard effectuant le Melbourne shuffle, le jumpstyle et la tecktonik.
Le shuffle s'est étendu en Malaisie où se tiennent des « compétitions et des rassemblements shuffle ». Les shufflers exportent leur forme d'art et style de danse « auto-expressif » à l'étranger et sont vus régulièrement dans des raves au Royaume-Uni, Allemagne, Malaisie ainsi qu'en Thaïlande, où l'on peut voir des shufflers sur les plages de Koh Phang Ngan pendant la rave Full Moon[réf. nécessaire].
Un documentaire sur le sujet portant le nom de Melbourne Shuffler a été filmé en 2004-2005, puis commercialisé à la fin de 2005 en DVD.